# Godmans Langschwanz-Blumenfledermaus

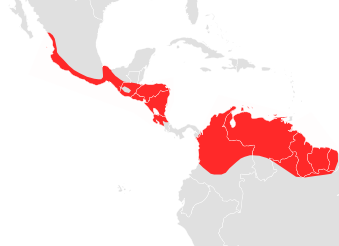
Verbreitungsgebiet von Godmans Langschwanz-Blumenfledermaus

Godmans Langschwanz-Blumenfledermaus (Choeroniscus godmani) ist ein in Mittel- und Südamerika verbreitetes Fledertier in der Gattung der Langschwanz-Blumenfledermäuse. Das Typusexemplar stammt aus Guatemala. Die Art ist nach dem britischen Naturforscher Frederick DuCane Godman benannt.

## Merkmale
Mit einer Kopf-Rumpf-Länge von 47 bis 58 mm, einer Schwanzlänge von 5 bis 11 mm, mit 31 bis 35 mm langen Unterarmen und mit einem Gewicht von 5 bis 13 g hat die Art etwa dieselbe Statur wie die Kleine Langschwanz-Blumenfledermaus (Choeroniscus minor). Die dritte Art der Gattung ist größer. Es sind 7 bis 11 mm lange Hinterfüße und 11 bis 13 mm lange Ohren vorhanden. Die Haare der Oberseite haben an den Wurzeln einen hellen Abschnitt, dann einen braunen Abschnitt und eine weißliche Spitze, was an Raureif erinnert. Die oberseitige Fellfarbe erscheint graubraun. Kennzeichen des Kopfes sind kleine abgerundete Ohren, ein Unterkiefer der leicht zurücksteht, lange und dichte Vibrissen sowie fehlende untere Schneidezähne. Das Nasenblatt hat eine hufeisenförmige Grundform und einen blattförmigen Aufsatz, der etwa 3 mm lang und nicht schmal ist. Der Schwanz ist vollständig in die nackte Schwanzflughaut eingebettet. Der körpernahe Bereich der Unterarme ist behaart. Bei dieser Fledermaus reichen die Flügel bis zum Fuß. Im Gegensatz zur Kleinen Langschwanz-Blumenfledermaus hat ein Bereich des Gaumens eine Kerbe.
In Mexiko und Mittelamerika sind nur Arten der Gattungen Glossophaga und Nektarfledermäuse ähnlich. Diese besitzen jedoch untere Schneidezähne und die Flügel setzen am Sprunggelenk an. Der diploide Chromosomensatz enthält 19 oder 20 Chromosomen.

## Verbreitung und Lebensweise
Diese Fledermaus hat eine Population vom westlichen Mexiko (südliches Sinaloa) und vom Mexikanischen Golf (Veracruz) bis nach Costa Rica. Ob der Süden Belizes erreicht wird, muss geprüft werden. Eine weitere Population lebt in Kolumbien, Venezuela, in der Region Guyanas und in angrenzenden Bereichen Brasiliens. Die Art lebt im Flachland und in Gebirgen bis 1600 Meter Höhe. Als Habitat dienen vorwiegend tropische Regenwälder sowie feuchte Bergwälder, Sumpfgebiete und Plantagen.
In Venezuela ruhten Individuen in verlassenen Bergwerksstollen. Wenige Daten lassen vermuten, dass die Nachkommen zu Beginn der Regenzeit geboren werden.

## Gefährdung
Für die Art sind keine Bedrohungen bekannt. Auch wenn genaue Daten fehlen, wird der Gesamtbestand als groß eingeschätzt. Die IUCN listet Godmans Langschwanz-Blumenfledermaus aufgrund der weiten Verbreitung als nicht gefährdet (least concern).